# Antimimistis attenuata
Antimimistis attenuata là một loài bướm đêm trong họ Geometridae.